# Dendrolagus mbaiso
El dingiso, también conocido como bondegezou (Dendrolagus mbaiso), es una especie endémica de canguro que vive en los árboles de Nueva Guinea Occidental en Indonesia, donde vive en los bosques alpinos de la Cordillera Sudirman en elevaciones de 3250 a 4200 m, justo debajo de la línea de árboles.
El primero de esta especie fue filmado por la BBC en 2009 después de 11 días de búsqueda con las tribus locales.

## Descripción
El Dingiso tiene un patrón distintivo de pelaje negro y blanco, tiene un vientre blanco, y la cabeza, la espalda y extremidades de color negro. A diferencia de otros Dendrolagus (canguros arborícolas), este pasa poco tiempo en los árboles.
Su nombre, mbaiso, significa "el animal prohibido" en Moni. Sigue siendo común en el oeste debido a la protección que le confiere el pueblo de Moni. Para muchos Moni, es un antepasado que nunca debe ser perjudicado.
El Dingiso fue descrito y nombrado reciente en 1995 por el australiano Tim Flannery zoólogo del Museo, Indonesia zoólogo y antropólogo australiano Boeadi Alexandra Szalay.